# Departamento de Boghé
Boghé es un departamento de la región de Brakna, en Mauritania. En marzo de 2013 presentaba una población censada de 72 242 habitantes. Está formado por las siguientes comunas, que se muestran asimismo con población de marzo de 2013:
- Boghé 42,759
- Dar El Aviya 4,329
- Dar El Barka 12,667
- Ould Biram 12,487[1]